# Charassognathus gracilis
Charassognathus gracilis és una espècie extinta de cinodont basal que visqué durant el Permià superior. Es tracta de l'única espècie del gènere Charassognathus. Tan sols se n'ha descobert un exemplar, que consisteix en un crani esclafat, un maxil·lar inferior fragmentari i una cama. Les seves restes fòssils provenen d'un jaciment proper a Fraserburg (Sud-àfrica). Era un depredador quadrúpede. Encara que no se n'ha trobat el cos, el seu cap minúscul (5 cm de llargada) fa pensar que devia mesurar uns 50 cm.